# Золотой ребёнок
«Золотой ребёнок» (англ. The Golden Child) — американский фэнтезийный, художественный кинофильм, снятый Майклом Ритчи и вышедший в 1986 году. Главные роли исполнили Эдди Мерфи, Шарлотта Льюис и Чарльз Дэнс.

## Сюжет
Золотой Мальчик — ребёнок с мистическими способностями — совершает чудо в тибетском храме, воскрешая мёртвую птицу. Но в храм врываются злодеи, которые убивают монахов и забирают мальчика.
Далее действие переносится в Лос-Анджелес, где социальный работник Чендлер Джерелл занимается розыском пропавших детей. После того, как его показали в телешоу, Чендлера навещает Ки Нанг и сообщает ему, что он избранный и должен спасти Золотого Мальчика, который, в свою очередь, спасёт весь мир от злого демона. В начале Чендлер ни в каких демонов не верит и больше всего занят ухаживанием за Ки Нанг. Но в Лос-Анджелесе начинают происходить зловещие события. Возле дома, покрытого дьявольскими тибетскими рисунками, найдена мёртвая девушка. Её кровь должна была сделать Золотого Мальчика уязвимым для земного порока.
Наконец, главный злодей — Сардо Нумспа — предлагает Чендлеру сделку. Он согласен обменять Золотого Мальчика на кинжал Аджанти, который отважному социальному работнику предстоит добыть в Тибете. Именно, этим кинжалом можно убить Золотого Мальчика.
После того, как кинжал добыт, по приезде в Лос-Анджелес, Сардо Нумспа решает отобрать кинжал в аэропорту, но у него это не получается. Ночью, он пробирается в дом Чендлера, в схватке убивает Ки Нанг и забирает кинжал. Но у Чендлера ещё есть шанс воскресить её. Для этого ему придётся найти Золотого Мальчика и убить Сардо Нумспу до захода солнца.

## Актёрский состав
- Эдди Мерфи — Чендлер Джерелл
- Чарльз Дэнс — Сардо Нумспа
- Шарлотта Льюис — Ки Нанг
- Виктор Вонг — старейшина
- Джасмин Рити — Золотой мальчик
- Джеймс Хонг — доктор Хонг
- Рэндалл «Текс» Кобб — Тил

## Производство
Джон Барри написал музыку к фильму, однако после разногласий с продюсерами покинул проект, а музыку поручили писать Мишелю Коломбье. Однако в самом фильме всё же звучат несколько треков, написанных Барри.
Исполнителем роли Золотого мальчика стала Джасмин Рити (в титрах J.L. Reate), являющаяся девочкой. Более она никогда не снималась в кино.

## Отзывы
На Rotten Tomatoes фильм имеет рейтинг одобрения 22 % на основе 23 обзоров со средней оценкой 4,2/10. На Metacritic фильм получил 37 баллов из 100 на основе отзывов 12 критиков, что указывает на «в целом неблагоприятные отзывы». Аудитория, опрошенная CinemaScore, поставила фильму среднюю оценку «B» по шкале от A + до F.
Роджер Эберт из Chicago Sun-Times дал фильму 3 звезды из 4 и заявил: «Золотой ребёнок, возможно, не тот фильм Эдди Мерфи, которого мы ждали, но он подойдет больше, чем „Полицейский из Беверли-Хиллз“, и это показывает ту сторону его комического образа, которую, я думаю, не слишком ценят: его неотъемлемую скрытую милость. Комедия Мерфи основана не на обиде и агрессии, а на любви и понимании, которые исходят от видеть насквозь других персонажей». В своем Путеводителе по фильмам Леонард Малтин заявил: «Это был кассовый успех, но встречали ли вы когда-нибудь кого-нибудь, кому он действительно нравился?». Джанет Маслин из The New York Times назвала это «комедией без смеха».
Сценарист Деннис Фельдман был разочарован фильмом и подумал, что им следовало отнестись к сценарию более серьёзно, «но вместо этого все хотели снять комедию Эдди Мерфи» и критиковали режиссёра Майкла Ритчи: «это не то, что режиссёр должен был делать — и он даже не сделал это так хорошо».
Чарльз Дэнс (сыгравший злодея Сардо Нумспа) сказал:
«Я подумал, что хотел бы снять фильм с Эдди Мерфи, потому что он заставляет меня смеяться. Персонаж был злодейским, но, насколько я мог судить, он был комическим злодеем, и я никогда раньше не снимался в подобном фильме. Я не думаю, что как актёр вы должны отказываться от любого опыта, поэтому я подумал: „Хорошо, мы попробуем это“. И я сделал это, и я знаю, что его крутят снова и снова, и многие поклонники такого рода вещей говорят, что это их любимый фильм. Это было весело. Мне понравилось это делать».

## Видео
В 1987 году в США фильм выпущен компанией «Paramount Home Video» на Betamax и VHS. В других странах фильм выпущен на VHS компанией «CIC Video». В СССР в конце 1980-х и России в 1990-е фильм крутился на видеокассетах в переводах Алексея Михалёва, А. Гаврилова и других… В середине 1990-х фильм выпущен на VHS компанией «West Video» в переводе А. Гаврилова.